# Campeonato Mundial de Natação em Piscina Curta de 2021 - 50 m livre masculino
A prova dos 50 metros nado livre masculino do Campeonato Mundial de Natação em Piscina Curta de 2021 foi disputado entre 18 e 19 de dezembro de 2021, na Etihad Arena, em Abu Dhabi, nos Emirados Árabes Unidos.

## Recordes
Antes desta competição, os recordes mundiais e do campeonato nesta prova eram os seguintes:
|                       | Nome             | Nacionalidade  | Tempo | Local     | Data                   |
| --------------------- | ---------------- | -------------- | ----- | --------- | ---------------------- |
| Recorde mundial       | Caeleb Dressel   | Estados Unidos | 20.16 | Budapeste | 21 de novembro de 2020 |
| Recorde do campeonato | Florent Manaudou | França         | 20.26 | Doha      | 5 de dezembro de 2014  |

## Medalhistas
| Ouro            | Prata           | Bronze              |
| Ben Proud (GBR) | Ryan Held (USA) | Joshua Liendo (CAN) |

## Resultados

### Eliminatórias
As eliminatórias ocorreram dia 18 de dezembro com um total de 99 nadadores.
| Colocação | Bateria | Raia | Nadador                  | Nacionalidade                  | Tempo | Notas            |
| --------- | ------- | ---- | ------------------------ | ------------------------------ | ----- | ---------------- |
| 1         | 10      | 4    | Ben Proud                | Reino Unido                    | 20.91 | Q                |
| 2         | 11      | 5    | Thom de Boer             | Países Baixos                  | 20.94 | Q                |
| 3         | 10      | 8    | Ryan Held                | Estados Unidos                 | 21.01 | Q                |
| 3         | 11      | 0    | Joshua Liendo            | Canadá                         | 21.01 | Q,               |
| 5         | 10      | 5    | Lorenzo Zazzeri          | Itália                         | 21.08 | Q                |
| 6         | 11      | 8    | Leonardo Deplano         | Itália                         | 21.33 | Q                |
| 7         | 9       | 9    | Ian Ho                   | Hong Kong                      | 21.36 | Q                |
| 8         | 10      | 3    | Jesse Puts               | Países Baixos                  | 21.39 | Q                |
| 9         | 7       | 4    | Matej Duša               | Eslováquia                     | 21.44 | Q                |
| 9         | 8       | 3    | Nicholas Lia             | Noruega                        | 21.44 | Q,               |
| 9         | 9       | 2    | Daniel Zaitsev           | Estónia                        | 21.44 | Q                |
| 9         | 10      | 6    | Maxime Grousset          | França                         | 21.44 | Q                |
| 13        | 9       | 4    | Szebasztián Szabó        | Hungria                        | 21.46 | Q                |
| 14        | 11      | 7    | Daniil Markov            | Federação Russa de Natação     | 21.50 | Q                |
| 15        | 11      | 6    | Michael Andrew           | Estados Unidos                 | 21.52 | Q                |
| 16        | 8       | 9    | Abdelrahman Sameh        | Egito                          | 21.53 | Q                |
| 17        | 11      | 4    | Vladimir Morozov         | Federação Russa de Natação     | 21.54 |                  |
| 18        | 9       | 6    | Emre Sakçı               | Turquia                        | 21.55 |                  |
| 19        | 9       | 3    | Vladyslav Bukhov         | Ucrânia                        | 21.59 |                  |
| 20        | 10      | 7    | Calum Bain               | Irlanda                        | 21.61 |                  |
| 21        | 9       | 5    | Paweł Juraszek           | Polónia                        | 21.68 |                  |
| 22        | 10      | 2    | Jasper Aerents           | Bélgica                        | 21.70 |                  |
| 23        | 8       | 2    | Miguel Nascimento        | Portugal                       | 21.72 |                  |
| 24        | 11      | 3    | Simonas Bilis            | Lituânia                       | 21.74 |                  |
| 25        | 8       | 4    | Wang Changhao            | China                          | 21.78 |                  |
| 25        | 8       | 7    | Zhang Zhoujian           | China                          | 21.78 |                  |
| 27        | 10      | 9    | Nikola Miljenić          | Croácia                        | 21.79 |                  |
| 28        | 7       | 2    | Mikel Schreuders         | Aruba                          | 21.80 | Recorde nacional |
| 29        | 10      | 0    | Bradley Tandy            | África do Sul                  | 21.87 |                  |
| 30        | 7       | 8    | Aleksey Tarasenko        | Uzbequistão                    | 21.91 | Recorde nacional |
| 31        | 11      | 2    | Yuri Kisil               | Canadá                         | 21.93 |                  |
| 32        | 9       | 7    | Oussama Sahnoune         | Argélia                        | 21.96 |                  |
| 33        | 9       | 8    | Gabriel Santos           | Brasil                         | 21.98 |                  |
| 34        | 9       | 1    | Emir Muratović           | Bósnia e Herzegovina           | 22.00 |                  |
| 35        | 8       | 1    | Kaloyan Bratanov         | Bulgária                       | 22.05 |                  |
| 35        | 10      | 1    | Guido Buscaglia          | Argentina                      | 22.05 |                  |
| 37        | 11      | 1    | Julien Henx              | Luxemburgo                     | 22.08 |                  |
| 38        | 9       | 0    | Alberto Mestre           | Venezuela                      | 22.16 |                  |
| 39        | 8       | 5    | Thomas Hallock           | Suíça                          | 22.23 |                  |
| 40        | 7       | 0    | Nikolas Antoniou         | Chipre                         | 22.33 | Recorde nacional |
| 41        | 7       | 1    | Lamar Taylor             | Bahamas                        | 22.38 |                  |
| 42        | 8       | 6    | Alexandr Varakin         | Cazaquistão                    | 22.40 |                  |
| 43        | 7       | 6    | Louis Ortiz              | Porto Rico                     | 22.41 |                  |
| 44        | 7       | 9    | George Stoica-Constantin | Roménia                        | 22.43 |                  |
| 45        | 8       | 8    | Sina Gholampour          | Irão                           | 22.61 |                  |
| 46        | 8       | 0    | Mohammed Bedour          | Jordânia                       | 22.72 |                  |
| 47        | 7       | 5    | Souhail Hamouchane       | Marrocos                       | 22.81 |                  |
| 48        | 7       | 3    | Alaa Masoo               | Equipe de refugiados           | 22.87 |                  |
| 49        | 6       | 5    | Adama Niane              | Senegal                        | 22.90 |                  |
| 50        | 6       | 8    | Nixon Hernández          | El Salvador                    | 23.22 |                  |
| 51        | 6       | 6    | Sidrell Williams         | Jamaica                        | 23.23 |                  |
| 52        | 6       | 7    | José Quintanilla         | Bolívia                        | 23.42 |                  |
| 53        | 6       | 1    | Gregory Anodin           | Ilhas Maurícias                | 23.46 |                  |
| 54        | 6       | 3    | Vladimir Mamikonyan      | Armênia                        | 23.54 |                  |
| 55        | 6       | 4    | Tendo Mukalazi           | Uganda                         | 23.56 |                  |
| 56        | 6       | 0    | Kerry Ollivierre         | Granada                        | 23.58 |                  |
| 57        | 5       | 5    | Alassane Seydou          | Níger                          | 23.61 |                  |
| 58        | 6       | 9    | Miguel Mena              | Nicarágua                      | 23.79 |                  |
| 59        | 1       | 3    | Julio Rodríguez          | Panamá                         | 23.85 |                  |
| 60        | 1       | 5    | Juhn Tenorio             | Marianas Setentrionais         | 23.97 |                  |
| 61        | 4       | 4    | Alexander Shah           | Nepal                          | 24.07 |                  |
| 62        | 5       | 6    | Christian Nikles         | Brunei                         | 24.11 |                  |
| 63        | 5       | 2    | Belly-Cresus Ganira      | Burundi                        | 24.22 |                  |
| 64        | 4       | 2    | Yousef Al-Khulaifi       | Catar                          | 24.23 |                  |
| 65        | 5       | 3    | Dalvi Elezi              | Albânia                        | 24.24 |                  |
| 65        | 5       | 4    | Raphael Grand'Pierre     | Haiti                          | 24.24 |                  |
| 67        | 2       | 0    | Md Asif Reza             | Bangladesh                     | 24.28 |                  |
| 68        | 5       | 1    | Hilal Hemed Hilal        | Tanzânia                       | 24.38 |                  |
| 69        | 1       | 6    | Eltonte Leonard          | São Vicente e Granadinas       | 24.52 |                  |
| 70        | 5       | 8    | Andrew Fowler            | Guiana                         | 24.58 |                  |
| 71        | 5       | 0    | Eloi Imaniraguha         | Ruanda                         | 24.60 |                  |
| 72        | 4       | 6    | Martin Muja              | Kosovo                         | 24.61 |                  |
| 73        | 5       | 7    | Jefferson Kpanou         | Benim                          | 24.65 |                  |
| 74        | 2       | 5    | Ahmed Al-Hasani          | Iraque                         | 24.74 |                  |
| 75        | 5       | 9    | Vasilije Andrić          | Montenegro                     | 24.90 |                  |
| 76        | 2       | 3    | Mahmoud Abu Gharbieh     | Palestina                      | 24.95 |                  |
| 77        | 1       | 4    | Mohamed Aan Hussain      | Maldivas                       | 25.00 |                  |
| 77        | 2       | 2    | Terrel Monplaisir        | Santa Lúcia                    | 25.00 |                  |
| 79        | 4       | 3    | Phansovannarun Montross  | Camboja                        | 25.28 | Recorde nacional |
| 80        | 2       | 9    | Matt Savitz              | Gibraltar                      | 25.38 |                  |
| 81        | 2       | 8    | Rohan Shearer            | Turcas e Caicos                | 25.47 |                  |
| 82        | 4       | 5    | Troy Pina                | Cabo Verde                     | 25.61 |                  |
| 83        | 3       | 4    | Sangay Tenzin            | Butão                          | 26.29 |                  |
| 84        | 3       | 3    | Mamadou Bah              | Guiné                          | 26.48 |                  |
| 85        | 4       | 8    | Edgar Iro                | Ilhas Salomão                  | 26.52 |                  |
| 86        | 2       | 7    | Yann Douma               | República do Congo             | 26.73 |                  |
| 87        | 4       | 7    | Saddam Ramziyorzoda      | Tajiquistão                    | 26.81 |                  |
| 88        | 3       | 5    | Shawn Dingilius-Wallace  | Palau                          | 27.10 |                  |
| 88        | 4       | 0    | Houssein Gaber Ibrahim   | Djibuti                        | 27.10 |                  |
| 90        | 4       | 1    | Joshua Wyse              | Serra Leoa                     | 27.12 |                  |
| 91        | 3       | 7    | Phillip Kinono           | Ilhas Marshall                 | 27.78 |                  |
| 92        | 3       | 2    | Achala Gekabel           | Etiópia                        | 27.98 |                  |
| 93        | 3       | 8    | Hakim Youssouf           | Comores                        | 28.05 |                  |
| 94        | 3       | 1    | Muhammad Moosa           | Malawi                         | 28.16 |                  |
| 95        | 2       | 1    | Ebrahim Al-Maleki        | Iêmen                          | 28.32 |                  |
| 96        | 3       | 0    | Omar Darboe              | Gâmbia                         | 28.59 |                  |
| 97        | 3       | 6    | Adam Mpali               | Gabão                          | 28.71 |                  |
| 98        | 1       | 7    | Jolanio Guterres         | Timor-Leste                    | 32.33 |                  |
| 99        | 2       | 4    | Terence Tengue           | República Centro-Africana      | 34.27 |                  |
| 100       | 1       | 2    | Higinio Ndong Obama      | Guiné Equatorial               | DNS   |                  |
| 100       | 2       | 6    | Loic Leenaerts           | Togo                           | DNS   |                  |
| 100       | 3       | 9    | Yves Munyu Kupiata       | República Democrática do Congo | DNS   |                  |
| 100       | 4       | 9    | Souleymane Napare        | Burquina Fasso                 | DNS   |                  |
| 100       | 6       | 2    | Danilo Rosafio           | Quênia                         | DNS   |                  |
| 100       | 7       | 7    | Colins Ebingha           | Nigéria                        | DNS   |                  |
| 100       | 11      | 9    | Mikkel Lee               | Singapura                      | DNS   |                  |

### Semifinal
A semifinal ocorreu dia 18 de dezembro.
| Colocação | Bateria | Raia | Nadador           | Nacionalidade              | Tempo | Notas            |
| --------- | ------- | ---- | ----------------- | -------------------------- | ----- | ---------------- |
| 1         | 2       | 5    | Ryan Held         | Estados Unidos             | 20.81 | Q                |
| 2         | 1       | 5    | Joshua Liendo     | Canadá                     | 20.88 | Q,               |
| 3         | 2       | 4    | Ben Proud         | Reino Unido                | 20.95 | Q                |
| 4         | 1       | 4    | Thom de Boer      | Países Baixos              | 20.98 | Q                |
| 5         | 2       | 3    | Lorenzo Zazzeri   | Itália                     | 21.02 | Q                |
| 6         | 2       | 1    | Szebasztián Szabó | Hungria                    | 21.06 | Q                |
| 7         | 1       | 7    | Maxime Grousset   | França                     | 21.16 | Q                |
| 8         | 2       | 6    | Ian Ho            | Hong Kong                  | 21.22 | Q,               |
| 9         | 1       | 3    | Leonardo Deplano  | Itália                     | 21.27 |                  |
| 10        | 1       | 1    | Daniil Markov     | Federação Russa de Natação | 21.33 |                  |
| 11        | 2       | 2    | Matej Duša        | Eslováquia                 | 21.38 | Recorde nacional |
| 11        | 2       | 7    | Daniel Zaitsev    | Estónia                    | 21.38 | Recorde nacional |
| 13        | 1       | 6    | Jesse Puts        | Países Baixos              | 21.41 |                  |
| 14        | 1       | 8    | Abdelrahman Sameh | Egito                      | 21.43 |                  |
| 15        | 1       | 2    | Nicholas Lia      | Noruega                    | 21.44 | =                |
| 16        | 2       | 8    | Michael Andrew    | Estados Unidos             | 21.63 |                  |

### Final
A final foi realizada em 19 de dezembro.
| Colocação         | Raia | Nadador           | Nacionalidade  | Tempo | Notas            |
| ----------------- | ---- | ----------------- | -------------- | ----- | ---------------- |
| Medalha de ouro   | 3    | Ben Proud         | Reino Unido    | 20.45 |                  |
| Medalha de prata  | 4    | Ryan Held         | Estados Unidos | 20.70 |                  |
| Medalha de bronze | 5    | Joshua Liendo     | Canadá         | 20.76 | Recorde nacional |
| 4                 | 2    | Lorenzo Zazzeri   | Itália         | 20.94 |                  |
| 5                 | 6    | Thom de Boer      | Países Baixos  | 21.07 |                  |
| 6                 | 1    | Maxime Grousset   | França         | 21.08 |                  |
| 7                 | 7    | Szebasztián Szabó | Hungria        | 21.26 |                  |
| 8                 | 8    | Ian Ho            | Hong Kong      | 21.27 |                  |

Legenda
| Recorde mundial       | Recorde mundial (World record)               |                       | Recorde africano                      | Recorde africano (African) |                                           | Q | Classificado por posição (Qualified) |
| Recorde do campeonato | Recorde do campeonato (Championship record)  | Recorde da América    | Recorde da América (Americas)         | q                          | Classificado por melhor tempo (Qualified) |   |                                      |
| Melhor marca do ano   | Melhor marca do ano (World leading)          | Recorde asiático      | Recorde asiático (Asian)              | DNS                        | Não largou (Did not start)                |   |                                      |
| Recorde nacional      | Recorde nacional (National record)           | Recorde europeu       | Recorde europeu (European)            | DNF                        | Não terminou (Did not finish)             |   |                                      |
| Recorde pessoal       | Recorde pessoal do atleta (Personal best)    | Recorde da Oceania    | Recorde da Oceania (Oceania)          | DSQ / DQ                   | Desclassificado (Disqualified)            |   |                                      |
| Recorde da temporada  | Recorde da temporada do atleta (Season best) | Recorde sul-americano | Recorde sul-americano (South America) | NM                         | Sem marca (No mark)                       |   |                                      |